# Fernando Schweitzer
Antonio Fernando Mello de Oliveira Schweitzer (numele de scenă Nando Schweitzer), (n. 22 noiembrie 1982, Santiago de Compostela, Brazilia) este un actor brazilian.
De lucru de ani de zile ca o cântăreață de viață statuie în capitala Santa Catarina, Nando este, de asemenea, un director de teatru, cântăreț, compozitor și profesor de teatru. El a fost de două ori un candidat pentru consilier municipal. Astăzi, departe de politică, este, de asemenea, dedicat jurnalism, având în articole publicate în Centrul de Presa, și să semneze două coloane pe săptămână la televizor pe site-ul "oficial Mail Island" și blogul "TV ureche", a fost, de asemenea, un corespondent străin în Buenos Aires "TV Magic".
Spectacolul ei a fost ultimul Juan și Marco, care a deschis în august 2007, dar al căror sezon la Teatro Álvaro de Carvalho, care, conform actorului / regizorului, a fost anulată de cenzura spre casă, ar fi pe bază de nuditate care au fost în joc.

## Carieră în teatru
- 2008: Juan și Marco (text, direcție și în calitate)
- 2007: 10 x Comedie (Text adaptat de la Roberto Bolaños, direcția și în calitate)
- 2006: Razor în Flesh, textul de Plinio Marcos (direcție și acționează)
- 2005: Cod la Adăpate Vinului (text, direcție și în calitate)
- 2004: Minciuni periculoase (text, direcție și în calitate)
- 2004: José Firmino - Nu Ceará la Mondiale (text, direcție și în calitate)
- 2004: La Casa Tihuana (text, direcție și în calitate)
- 2003: Kerodon Tribe (text, direcție și în calitate)
- 2003: Droguri, am iesit, scris și regizat de Vera Costa (acționează)
- 2003: Little și Little, Vera Costa (co-autor al textului și de performanță)
- 1996: Revolta de Jucării, Anna Bennedicta, adaptat si regizat de Vera Costa